# Claudia Buengeler
Claudia Buengeler (* 1981 in Ingolstadt) ist eine deutsche Wirtschaftswissenschaftlerin und Hochschullehrerin.

## Leben
Sie promovierte in Betriebswirtschaftslehre und Sozial- und Organisationspsychologie an der Jacobs University Bremen und der Freien Universität Amsterdam. Sie war Assistenzprofessorin für Human Ressource Management und Organizational Behavior an der Business School der Universität Amsterdam und arbeitete am Lehrstuhl für Personalmanagement und Führung der Universität Mannheim. 
Seit 2017 ist sie Inhaberin der Professur für Personal und Organisation am Institut für Betriebswirtschaftslehre der Christian-Albrechts-Universität zu Kiel. Gemeinsam mit Till Requate betreibt Buengeler seit 2018 das Kiel Experimental Economic Laboratory (KEEL). Es stellt Räume und Infrastruktur zur Verfügung, um  Interaktionsprozesse unter kontrollierten Bedingungen untersuchen zu können. Buengeler betreibt als Außenstelle des KEEL außerdem das Escape Lab, einen für Universitätsangehörige buchbaren Escape Room, der Teil eines Forschungsprojekts am Lehrstuhl ist. Sie ist außerdem affiliiertes Fakultätsmitglied der Amsterdam Business School der Universität Amsterdam.
Buengeler ist Herausgeberin der Fachzeitschrift Organizational Psychology Review (mit Roni Reiter-Palmon) und Mitherausgeberin des Wissenschaftsjournals PersonalQuarterly. Sie ist Mitglied im Editorial Board von Journal of Applied Psychology, International Journal of Human Resource Management, Journal of Business and Psychology und Journal of Leadership & Organizational Studies. Laut ResearchGate liegt ihr h-Index mit 1017 Zitationen bei 15 (Stand Januar 2025).
Sie forscht im Bereich Führung, Diversität, Wohlbefinden und Teameffektivität.

## Schriften (Auswahl)
- Unlocking the potential of teams. An integrated approach to leadership and team diversity (Dissertation), 2013, OCLC 922713315.
- Claudia Buengeler, Astrid C. Homan: Diversity in Teams: Was macht diverse Teams erfolgreich? In: Handbuch Diversity Kompetenz: Perspektiven und Anwendungsfelder. Springer Fachmedien Wiesbaden, Wiesbaden 2015, ISBN 978-3-658-08003-7, S. 1–12, doi:10.1007/978-3-658-08003-7_39-1.
- Claudia Buengeler, Ronald F. Piccolo, Lauren R. Locklear: LMX Differentiation and Group Outcomes: A Framework and Review Drawing on Group Diversity Insights. In: Journal of Management. Band 47, Nr. 1, Januar 2021, ISSN 0149-2063, S. 260–287, doi:10.1177/0149206320930813.
- Claudia Buengeler, Frederik B.I. Situmeang, Wendelien van Eerde, Nachoem M. Wijnberg: Fluidity in project management teams across projects. In: International Journal of Project Management. Band 39, Nr. 3, April 2021, S. 282–294, doi:10.1016/j.ijproman.2020.12.001.
- Christoph Reinert, Claudia Buengeler: Diversity in Organizations: Understanding and Managing Its Effects. In: The Oxford Handbook of Individual Differences in Organizational Contexts. 1. Auflage. Oxford University Press, 2024, ISBN 978-0-19-289711-4, S. 413–438, doi:10.1093/oxfordhb/9780192897114.013.7.